# Kylie Rae
Brianna Rae Sparrey, meglio conosciuta con il ring name Kylie Rae (Chicago, 25 agosto 1992), è una wrestler statunitense.

## Carriera

### Circuito indipendente (2016–2020)
Rae fece il suo debutto nel mondo del wrestling il 19 marzo 2016 durante la registrazione di Reality of Wrestling, sconfiggendo Ivory Robin ed aggiudicandosi il ROW Diamonds Championship. Nel febbraio 2018 fece un provino per la WWE.
Il 5 gennaio 2019 a Warrior Wrestling 3, la Rae sfidò senza successo Jordynne Grace per il titolo Progress World Women's Championship.
Il 12 settembre 2020 sconfisse Tessa Blanchard conquistando la cintura Warrior Wrestling Women's Championship.

### All Elite Wrestling (2019)
All'inizio del 2019, Rae entrò a far parte del roster femminile della All Elite Wrestling. Esordì nel primo pay-per-view della compagnia, Double or Nothing, in un match contro Britt Baker, Awesome Kong e Nyla Rose, venendo sconfitta. In seguito la Rae avrebbe dovuto affrontare Leva Bates all'evento Fyter Fest, ma alla fine venne sostituita da Allie. Dopo All Out, il dirigente AEW Tony Khan annunciò che Kylie Rae aveva richiesto il suo rilascio dalla federazione, e che la separazione era stata del tutto "amichevole".

### Impact Wrestling (2019–2020)
Il 20 ottobre 2019 Kylie Rae fece un'apparizione a sorpresa al pay-per-view Bound for Glory della Impact Wrestling. Entrò con il numero 17 nel "Call Your Shot" Gauntlet Match e fu eliminata da Mahabali Shera. Il 31 marzo a Impact!, fu annunciato che la Rae aveva firmato un contratto con la Impact Wrestling. La prima vittoria arrivò ai danni di Kiera Hogan il 21 aprile a Rebellion.
Il 18 luglio a Slammiversary, Rae vinse un Gauntlet for the Gold match per determinare la prima sfidante al titolo Knockouts Championship. Il 28 luglio a Impact!, si unì a un gruppo di altri wrestler nel reality show Wrestle House. In questo periodo ebbe un feud con Rosemary e Taya Valkyrie. Nelle settimane seguenti, Rae ebbe una rivalità con la Knockout Champion Deonna Purrazzo che avrebbe dovuto sfociare in un match in programma al ppv Bound for Glory. Tuttavia, la Rae non apparve all'evento e venne sostituita da Su Yung. Due settimane dopo la Rae annunciò il suo ritiro dal wrestling professionistico.

### Ritorno nel circuito indipendente (2021)
Il 17 marzo 2021 la Warrior Wrestling annunciò che Kylie Rae sarebbe tornata sul ring per combattere contro Thunder Rosa il 5 giugno 2021 a Chicago, Illinois.

### WWE (2022)
A metà del 2022, inizia ad allenarsi al Performance Center della WWE. Il 12 dicembre fa il suo debutto in WWE come Briana Ray affrontando Dana Brooke a Main Event.

## Vita privata
Brianna Sparrey si è laureata alla Oak Forest High School nel 2010, dove praticava il softball.
Prima di poter diventare una wrestler professionista a tempo pieno, la Sparrey ha lavorato come stuntwoman, prendendo parte al film Divergent e alla serie televisiva Shameless.

## Titoli e riconoscimenti
AAW Wrestling
- AAW Women's Championship (1)

Brew City Wrestling
- BCW Women's Championship (1)

Black Label Pro
- BLP Midwest Championship (1, attuale)

Capital Wrestling Alliance
- CWA Championship (1)

Freelance Underground
- Freelance Underground Tag Team Championship (1) - con GPA

Freelance Wrestling
- Freelance World Championship (2, attuale)

Rise Wrestling
- Phoenix Of RISE Championship (1)
- RISE Year End Awards (1)
  - Match of the Year (2019) vs Mercedes Martinez in un No Ropes Submission match a RISE 13: Legendary

Reality of Wrestling
- ROW Diamonds Division Championship (3)

Sabotage Wrestling
- Sabotage War Of The Genders Championship (1, attuale)

Zelo Pro Wrestling
- Zelo Pro Women's Championship (2)